# Konietlica

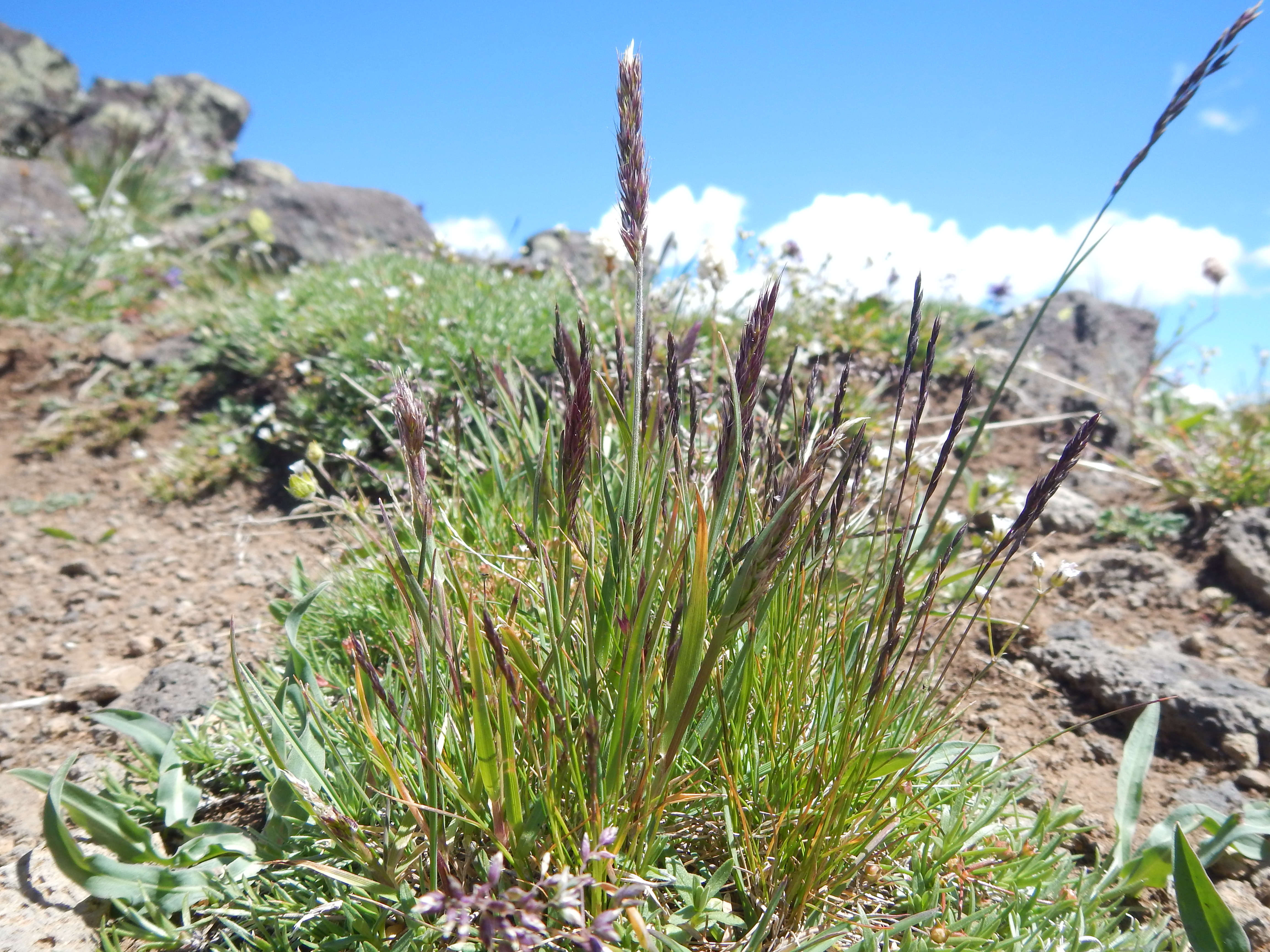
Trisetum spicatum

Konietlica (Trisetum Pers.) – rodzaj roślin należących do rodziny wiechlinowatych. Obejmuje ponad 80 gatunków spotykanych w strefach umiarkowanych obu półkul oraz w górach w strefie tropikalnej z wyjątkiem Afryki. W Polsce rosną cztery gatunki: konietlica alpejska (Trisetum alpestre), konietlica karpacka (T. fuscum = T. ciliare), konietlica syberyjska (T. sibiricum) i konietlica łąkowa (T. flavescens).

## Systematyka
Rodzaj należący do rodziny wiechlinowatych (Poaceae), rzędu wiechlinowców (Poales). W obrębie rodziny należy do podrodziny wiechlinowych (Pooideae), plemienia Poeae, podplemienia Aveninae.
Wykaz gatunków
- Trisetum aeneum (Hook.f.) R.R.Stewart
- Trisetum agrostideum (Laest.) Fr.
- Trisetum alpestre (Host) P.Beauv. – konietlica alpejska
- Trisetum altaicum Roshev.
- Trisetum ambiguum Rúgolo & Nicora
- Trisetum angustum Swallen
- Trisetum antarcticum (J.R.Forst.) Trin.
- Trisetum arduanum Edgar & A.P.Druce
- Trisetum argenteum (Willd.) Roem. & Schult.
- Trisetum barbinode Trin.
- Trisetum baregense Laff. & Miégev.
- Trisetum bertolonii Jonsell
- Trisetum bifidum (Thunb.) Ohwi
- Trisetum brasiliense Louis-Marie
- Trisetum bulbosum Hitchc.
- Trisetum bungei Boiss.
- Trisetum burnoufii Req. ex Parl.
- Trisetum buschianum Seredin
- Trisetum caudulatum Trin.
- Trisetum cernuum Trin.
- Trisetum ciliare (Kit.) Domin (syn. T. fuscum) – konietlica karpacka
- Trisetum clarkei (Hook.f.) R.R.Stewart
- Trisetum cumingii (Steud.) Parodi ex Nicora
- Trisetum curvisetum Morden & Valdés-Reyna
- Trisetum debile Chrtek
- Trisetum distichophyllum (Vill.) P.Beauv.
- Trisetum drucei Edgar
- Trisetum durangense Finot & P.M.Peterson
- Trisetum filifolium Scribn. ex Beal
- Trisetum flavescens (L.) P.Beauv. – konietlica łąkowa
- Trisetum foliosum Swallen
- Trisetum glaciale Boiss.
- Trisetum glomeratum (Kunth) Trin. ex Steud.
- Trisetum gracile (Moris) Boiss.
- Trisetum henryi Rendle
- Trisetum hispidum Lange
- Trisetum howellii Hitchc.
- Trisetum inaequale Whitney
- Trisetum irazuense (Kuntze) Hitchc.
- Trisetum juergensii Hack.
- Trisetum kangdingense (Z.L.Wu) S.M.Phillips & Z.L.Wu
- Trisetum koidzumianum Ohwi
- Trisetum laconicum Boiss. & Orph.
- Trisetum lasiorhachis (Hack.) Edgar
- Trisetum lepidum Edgar & A.P.Druce
- Trisetum ligulatum Finot & Zuloaga
- Trisetum longiglume Hack.
- Trisetum macbridei Hitchc.
- Trisetum macrotrichum Hack.
- Trisetum martha-gonzalezia e P.M.Peterson & Finot
- Trisetum mattheii Finot
- Trisetum mexicanum (Swallen) S.D.Koch
- Trisetum micans (Hook.f.) Bor
- Trisetum montanum Vasey
- Trisetum nancaguense Finot
- Trisetum oreophilum Louis-Marie
- Trisetum orthochaetum Hitchc.
- Trisetum palmeri Hitchc.
- Trisetum pauciflorum Keng f.
- Trisetum persicum Chrtek
- Trisetum phleoides (d'Urv.) Kunth
- Trisetum pinetorum Swallen
- Trisetum preslii (Kunth) É.Desv.
- Trisetum pringlei (Beal) Hitchc.
- Trisetum projectum Louis-Marie
- Trisetum pyramidatum Louis-Marie ex Finot
- Trisetum rigidum (M.Bieb.) Roem. & Schult.
- Trisetum rosei Scribn. & Merr.
- Trisetum scitulum Bor
- Trisetum serpentinum Edgar & A.P.Druce
- Trisetum sibiricum Rupr. – konietlica syberyjska
- Trisetum spellenbergii Soreng, Finot & P.M.Peterson
- Trisetum spicatum (L.) K.Richt.
- Trisetum subspontaneum (Tzvelev) Czerepan.
- Trisetum tenellum (Petrie) Allan & Zotov ex Laing & Gourlay
- Trisetum tenuiforme Jonsell
- Trisetum thospiticum Chrtek
- Trisetum tibeticum P.C.Kuo & Z.L.Wu
- Trisetum tonduzii Hitchc.
- Trisetum transcaucasicum Seredin
- Trisetum turcicum Chrtek
- Trisetum umbratile (Kit.) Kitag.
- Trisetum velutinum Boiss.
- Trisetum viride (Kunth) Kunth
- Trisetum virletii E.Fourn.
- Trisetum youngii Hook.f.
- Trisetum yunnanense Chrtek